# Anisogaster unicolor
Anisogaster unicolor là một loài bọ cánh cứng trong họ Cerambycidae.